# سافکو
سافکو (انگلیسی: Saudi Arabian Fertilizer Company) شرکت صنایع شیمیایی عربستانی است، که در سال ۱۹۷۳ تأسیس شد.